# Тоболино (Псковская область)
Тоболино — деревня в Опочецком районе Псковской области России. Входит в состав Макушинской волости Опочецкого района.
Расположена в 12 км к западу от города Опочка, у правого прибрежья реки Исса, в 2 км к востоку от волостного центра, деревни Макушино.
Численность населения по состоянию на 2000 год составляла 27 человек, на 2012 год — 10 человек.
До 2006 года входила в состав Петровской волости с центром в д. Макушино.